# Aelius Donatus
Aelius Donatus, gyakran csak Donatus (4. század közepe) ókori római nyelvész és szónok.

## Élete és művei
Donatus a 4. század közepén működött. Fő műve a Grammatika (ars Donati grammatici urbis Romae), amelyet lényegében ugyanazon források alapján írt meg, mint Charisius és Diomedes. A mű két átdolgozásában maradt ránk. A rövidebbik (Ars minor) rendkívül elterjedt könyv volt, és a 8 beszédrészt tárgyalja. A nagyobbik 3 könyvből áll. Donatus írt egy értékes kommentárt Terentiushoz, de ennek mai formája feltehetően nem az eredeti. Vergilius Georgicájához és Aeneiséhez írt magyarázatából csak az előszó és a bevezetés maradt meg, illetve Servius Maurus Honoratus őrzött meg számos idézetet belőle.